# Amblypodia confusa
Amblypodia confusa är en fjärilsart som beskrevs av Riley 1922. Amblypodia confusa ingår i släktet Amblypodia och familjen juvelvingar. Inga underarter finns listade i Catalogue of Life.